# Evan Turner
Pour les articles homonymes, voir Turner.
Evan Marcel Turner, né le 27 octobre 1988 à Chicago dans l'Illinois, est un joueur et entraîneur américain de basket-ball. Il évolue aux postes de meneur, d'arrière et d'ailier. Il débute au sein de la National Basketball Association (NBA) en étant choisi en seconde position de la draft 2010 de la NBA, par les 76ers de Philadelphie. Il évolue durant 10 saisons au sein de la ligue américaine, avant de s'engager au sein de l'équipe technique des Celtics de Boston, mettant fin à sa carrière de joueur.

## Carrière universitaire
Grand espoir national, il joue dans l'équipe universitaire des Buckeyes d'Ohio State de l'université d'État de l'Ohio. En première année, Turner joue en moyenne 27,1 minutes par match et obtient 8,5 points et 4,4 rebonds par match au cours de la saison. Cette saison-là, l'équipe remporte le National Invitation Tournament 2008 en enregistrant en moyenne 18,5 points, 7 rebonds, 4,5 passes décisives et 3 interceptions en demi-finale et en finale au Madison Square Garden.
Lors de sa seconde saison, Turner est nommé joueur de la semaine à trois reprises au cours de la saison 2008-2009 de la Big Ten Conference. Le 26 février, Turner est devenu le seul joueur de la Big Ten Conference sélectionné comme finaliste du top 15 pour le trophée Oscar Robertson. Durant la saison, il mène son équipe dans les catégories statistiques suivantes par match : points, rebonds, passes décisives et interceptions.

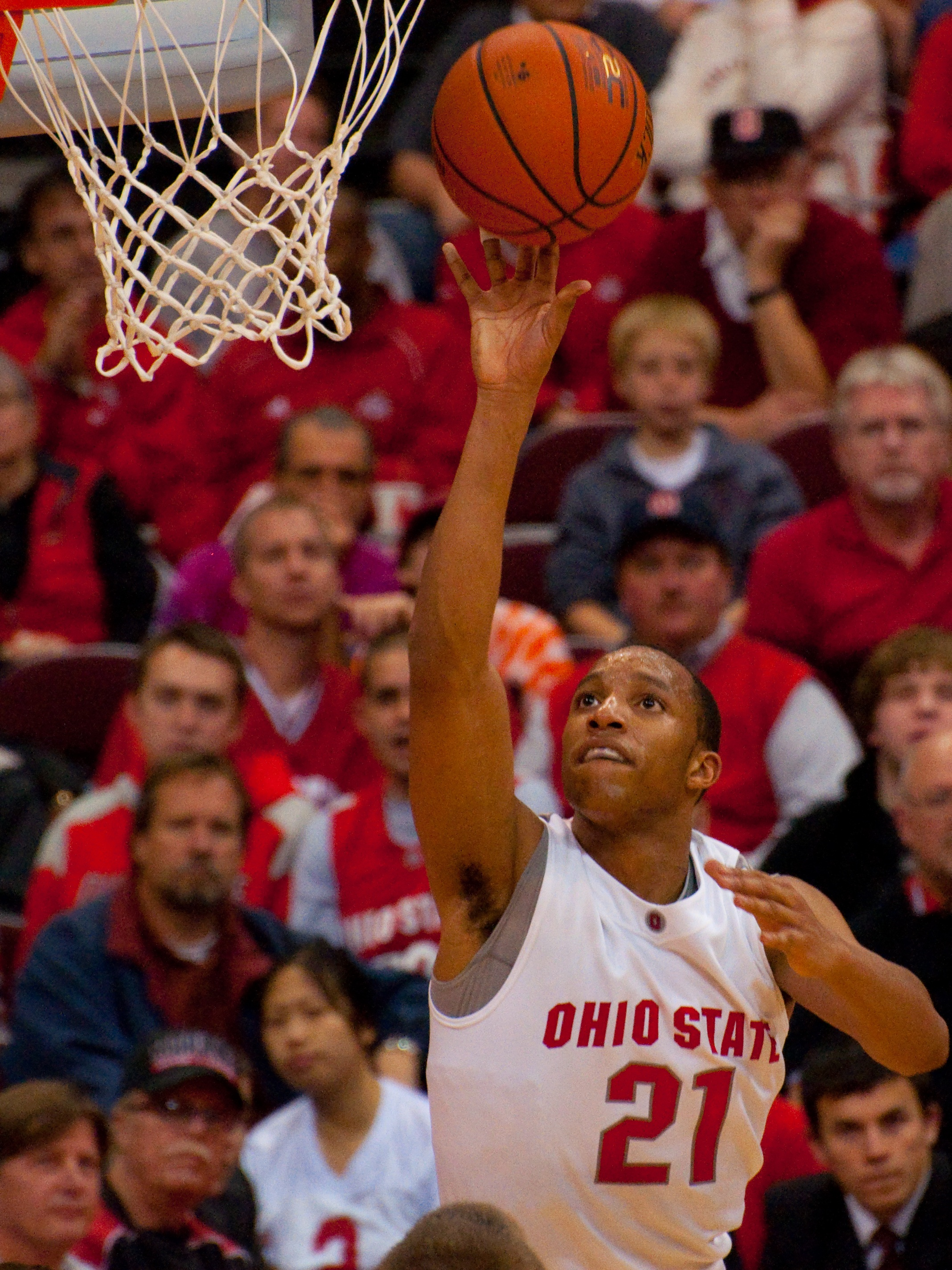
Evan Turner à l'université.

Sur sa dernière saison universitaire, il réalise un triple double, performance réalisée par un joueur de Big Ten pour la première fois depuis le 13 janvier 2001. Cela lui donne son quatrième titre de joueur de la semaine en carrière et le premier de la saison. La semaine suivante, il réalise 4 double-doubles pour remporter à nouveau la récompense du joueur de la semaine. Deux semaines après son premier triple-double, il répète l’exploit à domicile contre l’Université de Lipscomb le 24 novembre. Le 5 décembre 2009, au cours de la quatrième semaine de la saison, il subit des fractures au niveau des deuxième et troisième vertèbres lombaires, ce qui l'écarte des parquets pour au moins deux mois. Turner revient plus tôt de sa blessure, le 6 janvier 2010, deux jours après que son équipe sorte du top 25 dans le classement de la division I de la NCAA en son absence. Avec Turner de retour dans l'effectif, Ohio State est revenu dans le top 25 le 18 janvier et Turner remporte son quatrième titre de joueur de la semaine. Turner mène les Buckeyes au championnat conjoint de la saison régulière de la Big Ten Conference et son équipe obtient la première place du tournoi. Il améliore son rendement en troisième année en terminant meilleur marqueur avec 20,4 points par match, second meilleur rebondeur avec 9,2 rebonds par match et second meilleur passeurs avec 6,0 passes décisives par match. Il devient le premier joueur à être dans le top 2 de ces catégories statistiques sur une même saison. Il remporte alors le Trophée Wooden en 2010.

## Carrière professionnelle

### 76ers de Philadelphie (2010-2014)

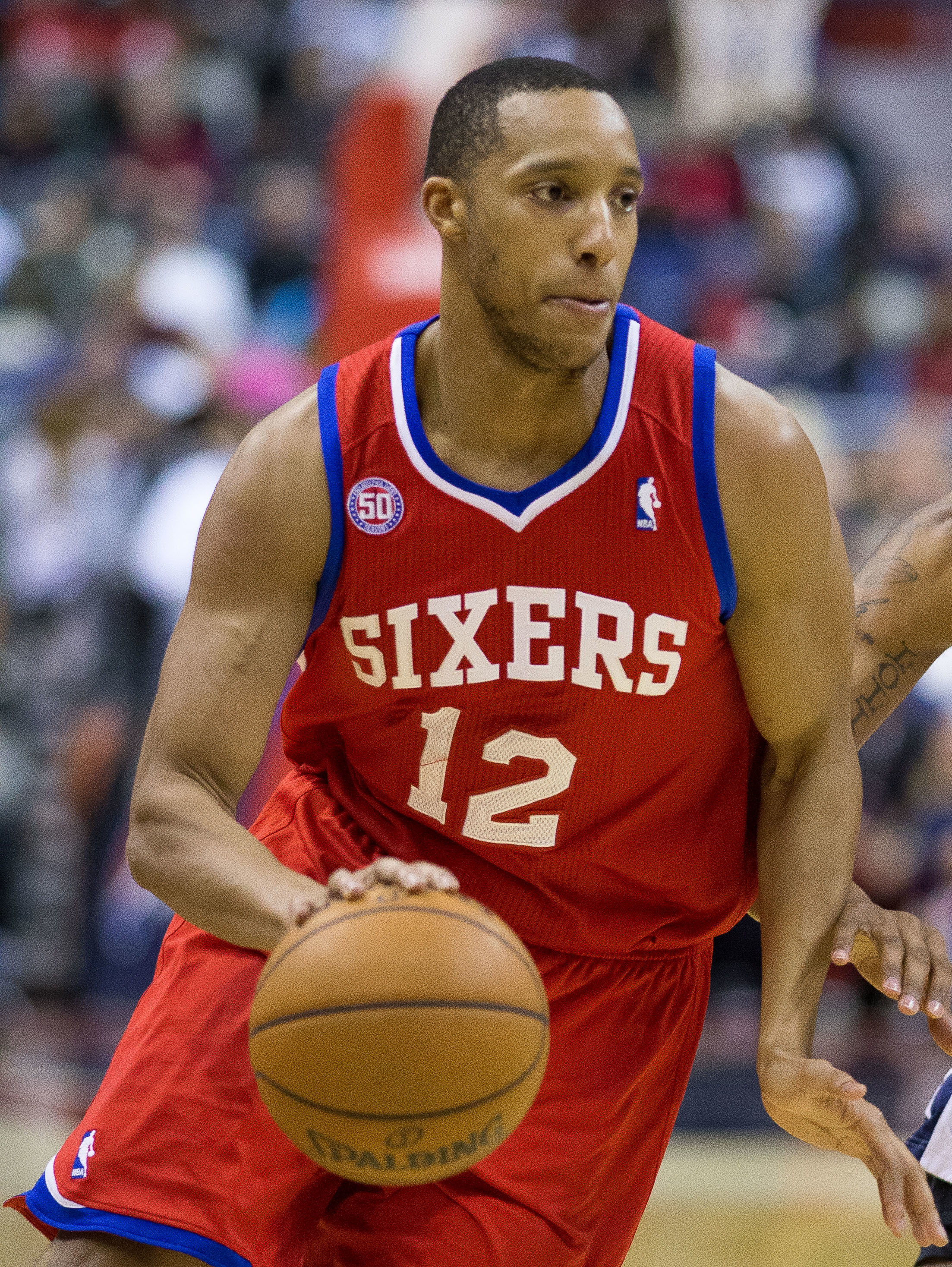
Evan Turner en 2013.

Il est drafté en seconde position par les 76ers de Philadelphie lors de la draft 2010 de la NBA. Il est entouré de joueurs confirmés et peine à s'imposer dans le 5 majeur sur ces trois premières saisons où Doug Collins lui préfère Lou Williams. Le 27 octobre 2010, lors de ses débuts aux 76ers (également son 22e anniversaire), Turner enregistre 16 points, 7 rebonds et 4 passes décisives, en sortie de banc sur 30 minutes contre le Heat de Miami. Le 7 novembre 2010, Turner fait sa première titularisation en NBA et termine le match avec un double-double, 14 points et 10 rebonds en plus de 3 passes décisives, dans une victoire contre les Knicks de New York. Il termine la saison avec quatorze titularisations et deux doubles-doubles. L’équipe obtient un bilan équilibré de 41-41 lors de la première saison de Turner. Ils atteignent les playoffs en obtenant la 7e place de la conférence Est affrontant le Heat mené par le nouveau trio, LeBron James, Dwyane Wade et Chris Bosh. Turner est félicité pour son agressivité dans la série, défendant sur Wade, et marquant 17 points avec 6 rebonds dans la victoire des 76ers dans le match 4, seule victoire de l'équipe dans la série.
Le 8 février 2012, Turner est sélectionné pour jouer le Rising Stars Challenge 2012. Le 7 mars 2012, pour sa condé titularisation de la saison seulement, Turner bat son record de points en carrière avec 26 points, contre les Celtics de Boston. Le 9 mars 2012 et le 11 mars 2012, contre le Jazz de l'Utah et les Knicks de New York, il inscrit deux double-doubles consécutifs. Il inscrit de nouveau 26 points le 3 avril 2012, contre le Heat de Miami. Le 25 avril 2012, il enregistre un autre double-double tout en établissant un record en carrière avec 29 points, ajoutant 13 rebonds à sa performance. Au cours de la saison, il est titularisé à 20 reprises et enregistre cinq double-doubles. Il réalise son premier double-double en playoffs le 12 mai 2012, contre les Celtics de Boston dans le premier match de la demi-finale de la conférence Est, lors des playoffs 2012, avec 16 points et 10 rebonds. Il débute 12 des 13 matchs éliminatoires de Philadelphie, mais l’équipe est éliminée au second tour.
Turner commence les 82 matchs au cours de la saison 2012-2013 et cumule 14 double-doubles, tout en obtenant des moyennes de 15,3 points, 6,3 rebonds et 4,3 passes décisives. Le 7 décembre 2012, il réalise un double-double avec 26 points et 10 rebonds contre les Celtics de Boston et réussit le tir de la victoire.
Le 9 novembre 2013, Turner établit un nouveau record en carrière avec 31 points contre les Cavaliers de Cleveland. Turner s’absente le 28 décembre en raison d’une douleur au genou, mais il revient dans l'effectif la nuit suivante contre les Lakers de Los Angeles où il réalise une belle performance avec 32 points, 7 rebonds et 6 passes décisives. Le 22 janvier 2014, Turner bat de nouveau son record avec 38 points dans une victoire contre les Knicks de New York, et il enregistre aussi 11 rebonds sur le match.

### Pacers de l'Indiana (2014)
Le 20 février 2014, il est échangé en compagnie de Lavoy Allen, contre Danny Granger, aux Pacers de l'Indiana. Il fait ses débuts pour les Pacers le 25 février 2014où il inscrit 13 points et 6 rebonds en sortie de banc contre les Lakers de Los Angeles. Dans le sixième match du premier tour des playoffs contre les Hawks d'Atlanta, l’entraîneur Frank Vogel change la rotation et Turner est laissé de côté, ne jouant aucune minute, tandis qu’une partie de son temps de jeu est allé à Rasual Butler. Lors du second tour contre les Wizards de Washington, il revient dans la formation initiale. Cependant, lors du premier match de la finale de conférence, il ne joue pas dû à une angine. Son équipe ne parvient pas à se défaire du Heat de Miami et s'arrête juste avant les Finales NBA.

### Celtics de Boston (2014-2016)
Après qu'Indiana ait choisi de ne pas faire d'offre qualificative, Turner est devenu un agent libre sans restriction. Décevant avec les Pacers, il signe avec les Celtics de Boston durant l'été 2014 et se dit impatient de jouer pour Brad Stevens, l'entraîneur des Celtics. Il a commencé la saison comme remplaçant, mais quand Marcus Smart et Rajon Rondo subissent des blessures simultanées, Turner devient titulaire sur cette période. Le 8 décembre 2014, contre les Wizards de Washington, Turner force la prolongation en inscrivant un panier à trois points alors qu’il restait 0,9 seconde dans le temps réglementaire, mais il rate un tir dans la deuxième prolongation avec le même temps restant, qui aurait donné l'avantage aux Celtics. Turner réalise son premier triple-double en carrière le 25 février 2015 contre les Knicks de New York avec 10 points, 10 passes décisives et 12 rebonds. Il enregistre deux autres triple-doubles le 23 mars contre les Nets de Brooklyn (19 points, 10 rebonds et 12 passes décisives) et le 1er avril contre les Pacers de l'Indiana (13 points, 11 rebonds et 12 passes décisives),. Turner joue l'ensemble des matchs de la saison 2014-2015 et termine avec des moyennes de 14,5 points, 5,1 rebonds et 6,5 passes décisives par match. Pendant l’intersaison, il participe au tout premier match de la NBA en Afrique.
Le 16 février 2016, à la mi-temps du match universitaire entre Ohio State et Michigan, Turner se voir retiré le numéro 21 qu'il portait lors de son passage avec les Buckeyes. Le 26 mars, Turner inscrit un double-double de 17 points, 11 rebonds et contre le tir de Devin Booker avec 3,9 secondes restantes contre les Suns de Phoenix. Il termine la saison 2015-2016 avec 10,7 points à 43,2% au tir, 5,2 rebonds et 3,8 passes décisives en 28,6 minutes.

### Portland Trail Blazers (2016-2019)

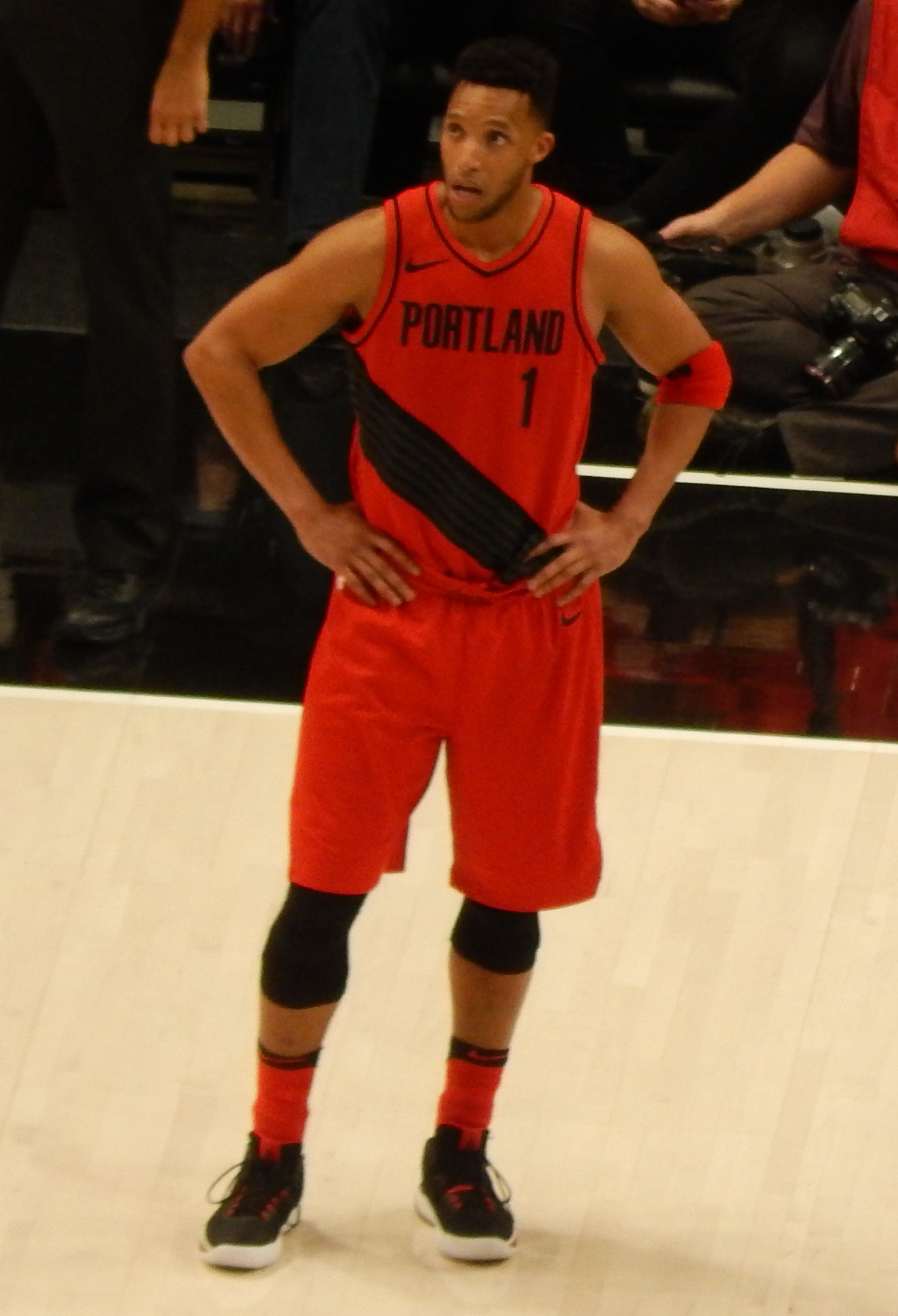
Evan Turner en 2018.

Après deux saisons plutôt correctes aux Celtics, Turner signe le 1er juillet 2016 chez les Trail Blazers de Portland pour 70 millions de dollars sur 4 ans. Turner se bat avec Maurice Harkless pour obtenir la place de titulaire, mais finit par perdre la course. Harkless ayant été blessé le 8 décembre, Turner début le match contre les Grizzlies de Memphis et enregistre un double-double de 15 points et 10 rebonds dans une défaite. Le 5 janvier 2017, il inscrit 15 de ses 20 points dans le quatrième quart-temps, dans une victoire finale contre les Lakers de Los Angeles. Le 8 février, il est écarté des terrains entre 5 et 6 semaines après avoir subi une fracture du troisième métacarpe de sa main droite, juste avant de jouer contre les Mavericks de Dallas. Sa blessure lui fait manqué 14 matchs au total. À la fin de la saison, il termine avec 13.0 points par match. Il débute les playoffs avec 12 points, 10 rebonds dans une défaite de 12 points contre les Warriors de Golden State, série dans laquelle les Blazers sont éliminés en quatre matchs.
Le 1er avril 2019, Turner enregistre son 4e triple-double en carrière avec 13 points, 11 rebonds et 10 passes décisives contre les Timberwolves du Minnesota. Il réalise une performance unique, puisqu'il ne rate aucun de ses 5 tirs pendant le match. Deux jours plus tard, il réalise un nouveau triple-double avec 13 points, 12 rebonds et 11 passes décisives en sortie de banc, dans une victoire contre les Grizzlies de Memphis, devenant le premier joueur de la franchise à faire deux triple-doubles de suite depuis Clyde Drexler en 1989-1990. Turner inscrit 14 points, dont 10 dans le quatrième quart-temps, dans le septième match décisif, pour aider Portland à gagner, se qualifiant pour la finale de conférence Ouest, pour la première fois depuis 2000.

### Hawks d'Atlanta (2019-2020)
Le 24 juin 2019, il est transféré aux Hawks d'Atlanta en échange de Kent Bazemore.

### Timberwolves du Minnesota (2020)
Le 5 février 2020, il est échangé aux Timberwolves du Minnesota.

## Carrière d'entraîneur
Fin novembre 2020, Turner est nommé entraîneur adjoint des Celtics de Boston, sous les ordres de Brad Stevens. Il ne reste en poste qu'une saison.

## Statistiques

### Universitaires
| Saison    | Équipe     | Matchs | Titul. | Min./m | % Tir | % 3pts | % LF | Rbds/m. | Pass/m. | Int/m. | Ctr/m. | Pts/m. |
| --------- | ---------- | ------ | ------ | ------ | ----- | ------ | ---- | ------- | ------- | ------ | ------ | ------ |
| 2007-2008 | Ohio State | 37     | 30     | 27,1   | 47,0  | 33,3   | 69,9 | 4,43    | 2,65    | 1,27   | 0,51   | 8,46   |
| 2008-2009 | Ohio State | 33     | 33     | 36,4   | 50,3  | 44,0   | 78,8 | 7,09    | 3,97    | 1,76   | 0,82   | 17,33  |
| 2009-2010 | Ohio State | 31     | 31     | 35,8   | 52,0  | 36,4   | 75,4 | 9,16    | 5,97    | 1,77   | 0,90   | 20,39  |
| Carrière  | Carrière   | 101    | 94     | 32,8   | 50,3  | 36,2   | 75,8 | 6,75    | 4,10    | 1,58   | 0,73   | 15,02  |

### Professionnelles
gras = ses meilleures performances

#### Saison régulière
| Saison    | Équipe       | Matchs | Titul. | Min./m | % Tir | % 3pts | % LF | Rbds/m. | Pass/m. | Int/m. | Ctr/m. | Pts/m. |
| --------- | ------------ | ------ | ------ | ------ | ----- | ------ | ---- | ------- | ------- | ------ | ------ | ------ |
| 2010-2011 | Philadelphie | 78     | 14     | 23,0   | 42,5  | 31,8   | 80,8 | 3,92    | 2,04    | 0,63   | 0,18   | 7,24   |
| 2011-2012 | Philadelphie | 65     | 20     | 26,3   | 44,6  | 22,4   | 67,6 | 5,78    | 2,77    | 0,62   | 0,31   | 9,38   |
| 2012-2013 | Philadelphie | 82     | 82     | 35,3   | 41,9  | 36,5   | 74,0 | 6,30    | 4,32    | 0,87   | 0,21   | 13,34  |
| 2013-2014 | Philadelphie | 54     | 54     | 34,9   | 42,8  | 28,8   | 82,9 | 5,96    | 3,67    | 1,04   | 0,09   | 17,39  |
| 2013-2014 | Indiana      | 27     | 2      | 21,2   | 41,1  | 50,0   | 70,6 | 3,19    | 2,37    | 0,41   | 0,07   | 7,11   |
| 2014-2015 | Boston       | 82     | 57     | 27,6   | 42,9  | 27,7   | 75,2 | 5,09    | 5,48    | 1,01   | 0,23   | 9,50   |
| 2015-2016 | Boston       | 81     | 12     | 28,0   | 45,6  | 24,1   | 82,7 | 4,90    | 4,43    | 0,99   | 0,35   | 10,54  |
| 2016-2017 | Portland     | 65     | 12     | 25,5   | 42,6  | 26,3   | 82,5 | 3,80    | 3,15    | 0,82   | 0,37   | 9,02   |
| 2017-2018 | Portland     | 79     | 40     | 25,7   | 44,7  | 31,8   | 85,0 | 3,09    | 2,19    | 0,59   | 0,37   | 8,22   |
| 2018-2019 | Portland     | 73     | 2      | 22,0   | 46,0  | 21,2   | 70,8 | 4,49    | 3,88    | 0,45   | 0,25   | 6,77   |
| 2019-2020 | Atlanta      | 19     | 0      | 13,2   | 37,3  | 0,0    | 85,7 | 2,00    | 2,00    | 0,47   | 0,42   | 3,26   |
| Carrière  | Carrière     | 705    | 295    | 26,9   | 43,4  | 29,4   | 78,2 | 4,65    | 3,49    | 0,75   | 0,26   | 9,68   |

#### Playoffs
| Saison   | Équipe       | Matchs | Titul. | Min./m | % Tir | % 3pts | % LF  | Rbds/m. | Pass/m. | Int/m. | Ctr/m. | Pts/m. |
| -------- | ------------ | ------ | ------ | ------ | ----- | ------ | ----- | ------- | ------- | ------ | ------ | ------ |
| 2011     | Philadelphie | 5      | 0      | 19,4   | 44,7  | 80,0   | 100,0 | 4,60    | 0,80    | 0,60   | 0,20   | 8,00   |
| 2012     | Philadelphie | 13     | 12     | 34,6   | 36,4  | 0,0    | 68,8  | 7,54    | 2,46    | 0,92   | 0,46   | 11,15  |
| 2014     | Indiana      | 12     | 0      | 12,4   | 42,9  | 57,1   | 100,0 | 2,17    | 1,58    | 0,33   | 0,00   | 3,25   |
| 2015     | Boston       | 4      | 4      | 29,5   | 36,4  | 50,0   | 88,9  | 7,25    | 4,75    | 0,75   | 0,00   | 10,50  |
| 2016     | Boston       | 6      | 4      | 35,7   | 36,5  | 21,4   | 77,8  | 5,67    | 4,50    | 1,33   | 1,00   | 13,17  |
| 2017     | Portland     | 4      | 4      | 31,0   | 36,4  | 33,3   | 75,0  | 5,75    | 3,75    | 1,75   | 0,50   | 10,25  |
| 2018     | Portland     | 3      | 3      | 28,9   | 36,4  | 28,6   | 100,0 | 4,00    | 3,33    | 1,00   | 0,33   | 9,33   |
| 2019     | Portland     | 16     | 0      | 15,3   | 32,6  | 100,0  | 80,0  | 4,56    | 2,19    | 0,19   | 0,19   | 2,69   |
| Carrière | Carrière     | 63     | 27     | 23,5   | 37,2  | 35,6   | 76,5  | 5,05    | 2,56    | 0,68   | 0,30   | 7,25   |

## Records sur une rencontre de NBA
Les records personnels d'Evan Turner, officiellement recensés par la NBA sont les suivants :
| Type statistique           | Saison régulière | Saison régulière            | Saison régulière | Playoffs | Playoffs                 | Playoffs      |
| Type statistique           | Record           | Adversaire                  | Date             | Record   | Adversaire               | Date          |
| -------------------------- | ---------------- | --------------------------- | ---------------- | -------- | ------------------------ | ------------- |
| Points                     | 34               | @ Knicks de New York        | 22 janvier 2014  | 19       | 2 fois                   | 2 fois        |
| Paniers marqués            | 13               | 3 fois                      | 3 fois           | 8        | 2 fois                   | 2 fois        |
| Paniers tentés             | 29               | @ Bucks de Milwaukee        | 25 avril 2012    | 22       | Celtics de Boston        | 18 mai 2012   |
| Paniers à 3 points réussis | 4                | 2 fois                      | 2 fois           | 3        | @ Heat de Miami          | 18 avril 2011 |
| Paniers à 3 points tentés  | 8                | @ Cavaliers de Cleveland    | 9 novembre 2013  | 4        | 5 fois                   | 5 fois        |
| Lancers francs réussis     | 11               | @ Cavaliers de Cleveland    | 9 novembre 2013  | 8        | @ Nuggets de Denver      | 12 mai 2019   |
| Lancers francs tentés      | 13               | 2 fois                      | 2 fois           | 10       | Warriors de Golden State | 22 avril 2017 |
| Rebonds offensifs          | 5                | Knicks de New York          | 6 avril 2011     | 4        | 2 fois                   | 2 fois        |
| Rebonds défensifs          | 14               | @ Knicks de New York        | 11 mars 2012     | 10       | 2 fois                   | 2 fois        |
| Rebonds totaux             | 15               | 2 fois                      | 2 fois           | 12       | @ Cavaliers de Cleveland | 21 avril 2015 |
| Passes décisives           | 13               | @ Cavaliers de Cleveland    | 10 avril 2015    | 8        | Cavaliers de Cleveland   | 23 avril 2015 |
| Interceptions              | 5                | 2 fois                      | 2 fois           | 5        | Hawks d'Atlanta          | 22 avril 2016 |
| Contres                    | 4                | @ Timberwolves du Minnesota | 1er janvier 2017 | 2        | 3 fois                   | 3 fois        |
| Balles perdues             | 9                | @ Timberwolves du Minnesota | 11 décembre 2013 | 5        | 2 fois                   | 2 fois        |
| Minutes jouées             | 47               | Nets de Brooklyn            | 20 décembre 2013 | 45       | Hawks d'Atlanta          | 24 avril 2016 |

- Double-double : 49 (dont 3 en playoffs)
- Triple-double : 5

Dernière mise à jour : 15 septembre 2020